# Hiệp An (Bình Dương)
Hiệp An is een phường van Thủ Dầu Một, een stad in de provincie Bình Dương. Hiệp An ligt op de oostelijke oever van de Thị Tính. Een belangrijke toegangsweg is de Quốc lộ 13.